# Puiseux (Eure-et-Loir)
Puiseux ist eine französische Gemeinde mit 133 Einwohnern (Stand: 1. Januar 2022) im Département Eure-et-Loir in der Region Centre-Val de Loire; sie gehört zum Arrondissement Dreux und zum Kanton Saint-Lubin-des-Joncherets. 

## Geographie
Puiseux liegt etwa 22 Kilometer nordnordwestlich von Chartres. Umgeben wird Puiseux von den Nachbargemeinden Marville-Moutiers-Brûlé im Norden, Le Boullay-Mivoye im Osten, Tremblay-les-Villages im Süden sowie Le Boullay-les-Deux-Églises im Südwesten und Westen.

## Bevölkerungsentwicklung
| Jahr                       | 1962 | 1968 | 1975 | 1982 | 1990 | 1999 | 2006 | 2020 |
| Einwohner                  | 75   | 70   | 110  | 100  | 108  | 113  | 111  | 128  |
| Quellen: Cassini und INSEE |      |      |      |      |      |      |      |      |

## Sehenswürdigkeiten
- Reste der Kirchruine aus dem 16. Jahrhundert

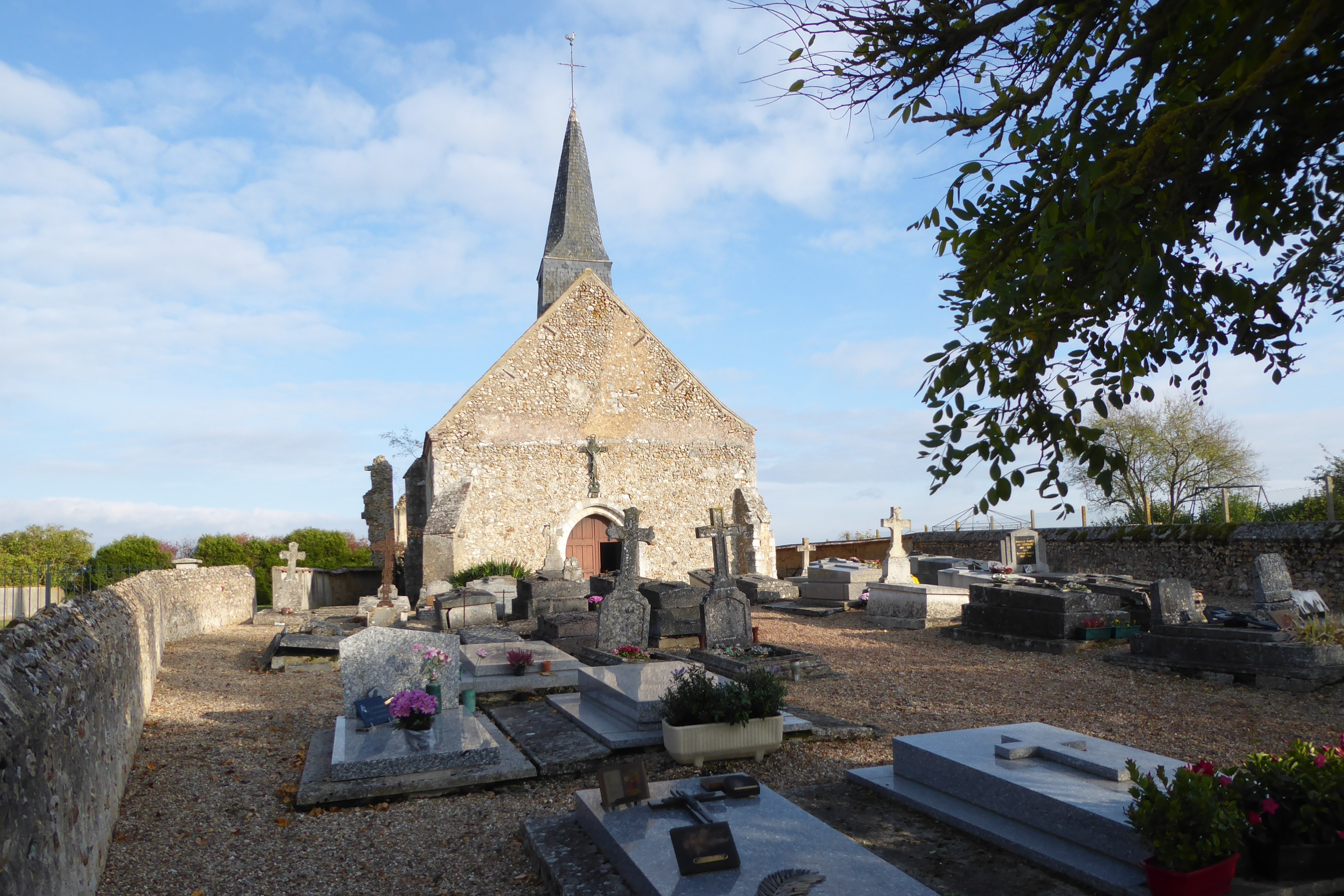
Kirche Sainte-Madeleine

- Kirche Sainte-Madeleine